# Enrique Godínez (fotógrafo)
Enrique Godínez y Jalón (Madrid, 1825-Sevilla, 1875) fue un fotógrafo español del siglo XIX que ejerció su actividad profesional en Sevilla.
Estudió fotografía desde muy joven en Madrid con José Martínez Sánchez y se estableció en Sevilla en 1859. Un año antes había estado en París con André Adolphe Eugène Disdéri perfeccionando sus conocimientos fotográficos, por lo que posteriormente se convirtió en uno de los más conocidos retratistas españoles que realizaban fotografías en el formato «tarjeta de visita».
Su gabinete se encontraba entre los de mayor prestigio de España y realizó retratos a los nobles y los burgueses. Fue el fotógrafo oficial de los duques de Montpensier y se hizo conocido por realizar retratos de gran tamaño. En 1872 abrió un nuevo estudio en Sevilla que tras su muerte estuvo gestionado por su viuda con la colaboración de su ayudante Joaquín Sánchez que se mantuvo abierto hasta 1899.
Las técnicas que empleaba eran el daguerrotipo, el ambrotipo y las copias a la albúmina. Realizó alguna exposición en El Toison de oro en compañía de otros fotógrafos sevillanos como Gumersindo Ortiz, Leygonier y Villena. Su obra se encuentra en diversas colecciones de fotografía.